# Šebetov (zámek)
Zámek Šebetov se nachází v blanenském okrese v obci Šebetov.
Zámek představuje monumentální, v jádru renesanční stavbu z 2. poloviny 16. století. Upraven byl v interiéru v roce 1614 a v pseudorenesančním slohu do roku 1880. Nachází se zde cenná barokní štuková výzdoba italského sochaře Baldassare Fontany z roku 1694. Byla zde původní rezidence kláštera Hradisko. V roce 1945 byl zámek protiprávně vyvlastněn bankéři židovského původu Johannu Alexandru baron von Königswarter, který měl občanství Lichtenštejnského knížectví. Nyní je zámek majetkem státu a je veřejnosti nepřístupný, neboť se zde nachází Ústav sociální péče pro mentálně postižené ženy.
Do dnešní doby ho nechal přestavět baron Moric Konigswarter v 80. letech 19. století. Je vroubený zámeckým parkem o rozloze 2,7 ha s 18 jehličnany a 62 druhy listnáčů. Pochází z 30. let minulého století. V roce 1880 byl park spojen se zámkem železným obloukovým mostem a byla provedena velmi citlivá, přírodní krajinářská kompozice. Vzácných dřevin najdeme v parku poměrně málo: tsuga kanadská, vzácná forma habru obecného s hluboce laločnatými listy, nahovětvec kanadský, liliovník tulipánokvětý, platan javorolistý, dub velkoplodý a kulturní forma lípy velkokvěté s nepravidelně vykrajovanými listy.
Z průčelí zámku se nabízí pohled na náves jejímž středem dříve protékal nepatrný potůček. Náves tvoří dvě řady selských usedlostí těsně vedle sebe postavených ve směru silnice, která směřuje od západu k východu, aby na východním konci návsi, před branou zámeckého parku, náhlým, téměř 90stupňovým úhlem zabočila k jihu. V těchto místech se nachází sídlo obecního úřadu. Uprostřed návsi se nachází sousoší Jana Nepomuckého. Jde o velmi kvalitní práci z roku 1724. Před zámkem je socha Panny Marie s křížem.

## Fotogalerie

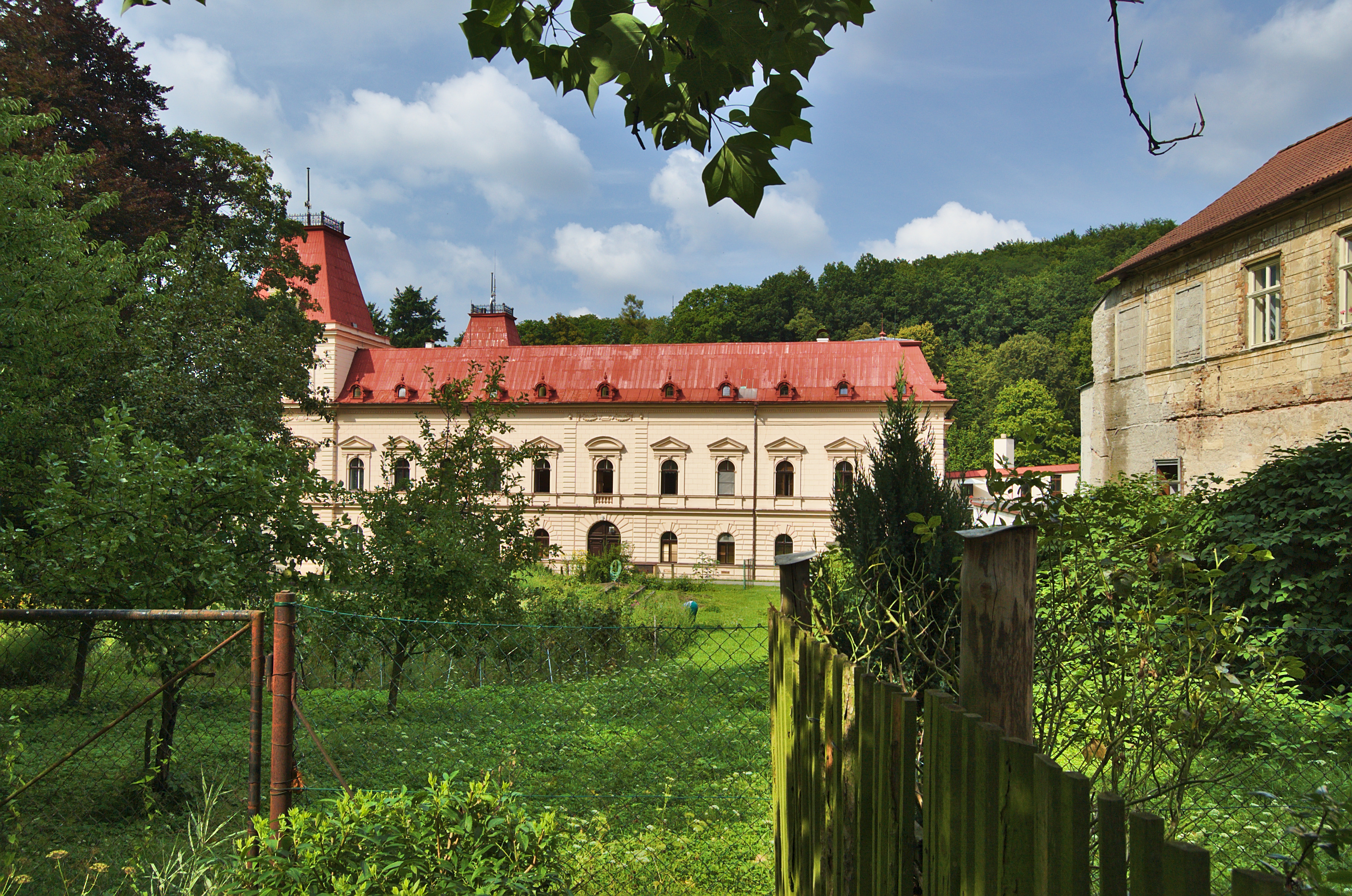
Boční pohled
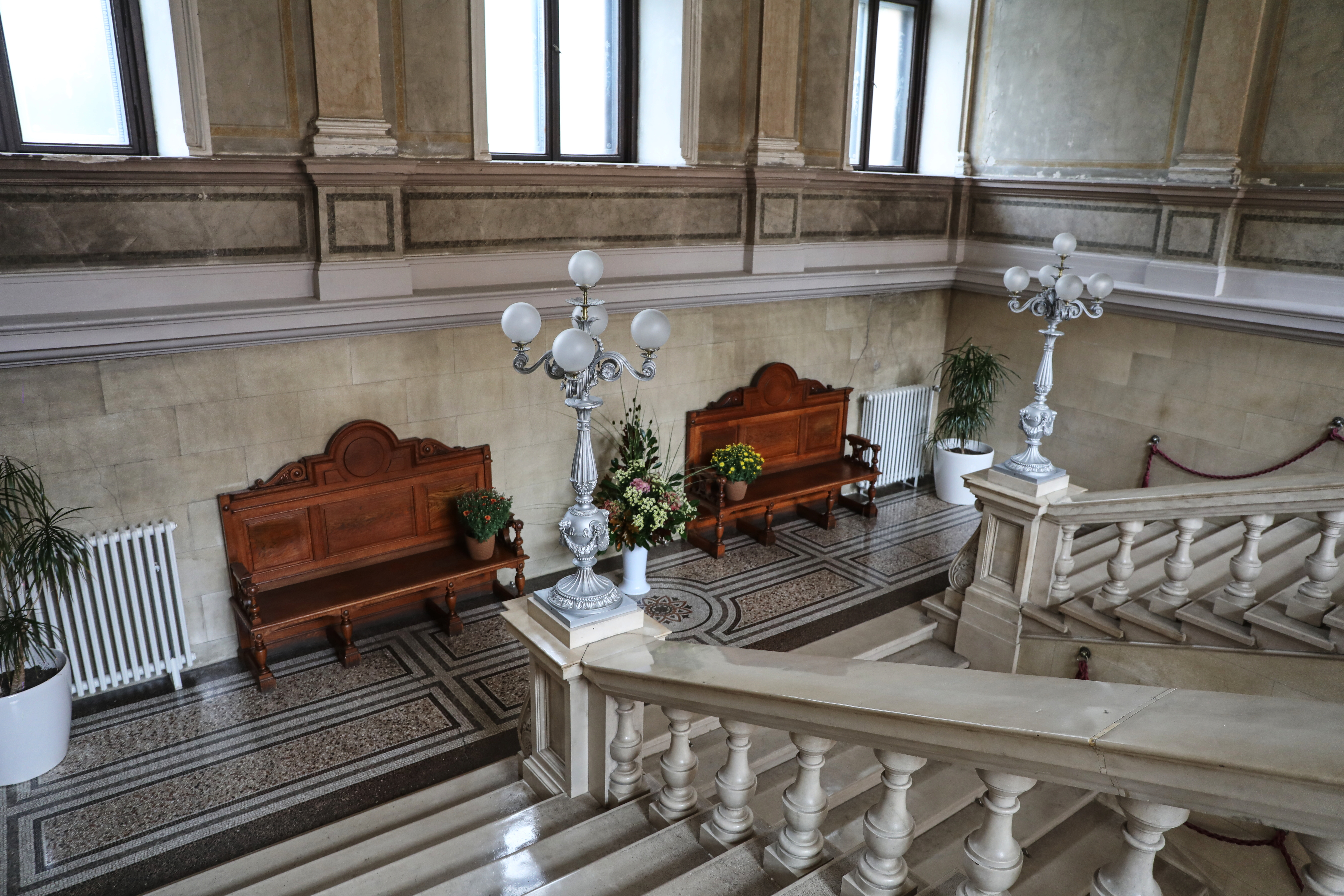
Hlavní schodiště
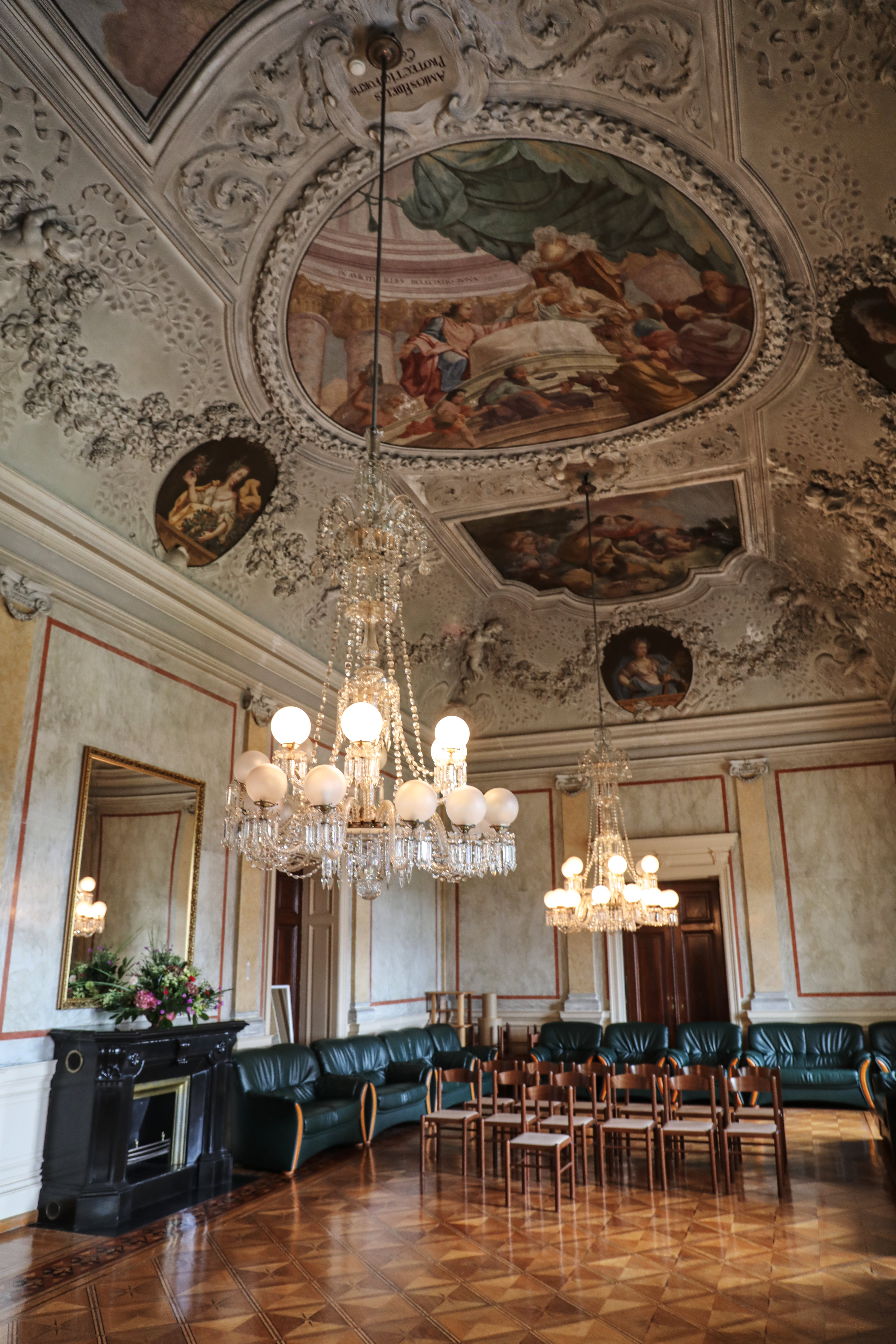
Hlavní sál